# ختی دوم
ختی دوم فرمانروایی محلی در دودمان نهم مصر بود که بر ۱۳امین نوم مصر علیا حکم می‌راند و از فرعون هراکلئوپولیسی، مریکارع فرمان می‌گرفت. آرامگاه نیمه‌تمام او در اسیوط تاکنون چندین بار زیر کاوش قرار گرفته که واپسین دور آن میان سال‌های ۲۰۰۳ تا ۲۰۰۶ بود.
در بیشتر دوره میانی نخست فرمانروایی مرکزی قوی‌ای در مصر وجود نداشته ولی با آنکه ختی فرمانروایی محلی بوده، به نظر می‌آید که بر بیشتر مناطق مصر میانی و علیا کنترل داشته چرا که نام او بر روی سنگ‌نبشته‌هایی در شما آبشار نخست نیل دیده می‌شود.